# 우류 소토키치
우류 소토키치(瓜生外吉, 1857년 1월 27일 ~ 1937년 11월 11일)는 이시카와현 출신의 일본 제국 해군의 군인으로 최종 계급은 제독이다. 러일 전쟁의 도화선이 된 제물포 해전에서 승리하여 제독과 이후 남작의 작위를 받았다.

## 생애
가가번의 지번인 다이쇼지번 번사 우류 긴와타루의 차남으로 태어났다. 메이지 5년 1872년, 해군병학교 기숙사에 들어간다. 1874년에 설립된 도쿄 제일 장로교회의 일원이 되었다. 1875년에 미국에 유학했고, 1881년, 아나폴리스 해군 사관학교를 졸업하고 같은 해 11월에 해군 중위로 임관했다.
‘셋츠’(摂津)의 분대장, ‘가이몬’(海門)의 분대장, ‘후소’(扶桑)의 분대장, 해군장관 전령사, 장관회의 서기, 참모본부 해군부 제3국 제2과장, 방호순양함 ‘나니와’(浪速) 부장, 포함 ‘아카기’(赤城)의 함장 등을 역임했다.
1891년, 해군 대령으로 승진하면서, 요코스카 진수부(横須賀鎮守府) 해병단장을 맡았고, 프랑스 공사관에서 해군무관을 지냈다가, ‘아키츠시마’(秋津洲)의 함장, ‘후소’(扶桑)의 함장을 역임했다.
1897년 10월, 내륙 항해 중 악천후 때문에 마쓰시마(松島)가 이쓰쿠시마(厳島)와 선체 접촉을 일으켜 선체가 대파되는 사고를 일으켰다. 이듬해 4월경 금고형 3개월의 판결을 받았다. 복귀 후 사세보 진수부 군항부장, ‘마쓰시마’(松島) 함장, ‘야시마’(八島) 함장을 거쳐 1900년에 해군 소장으로 승진하면서 군령부 제1국장이 되었다. 또한 상비 함대 사령관을 거쳐 제4전대 사령관으로서 러일 전쟁의 도화선이 된 제물포 해전에서 승리했다.
전후 죽부요항부 사령관, 사세보 진수부 장관, 장관 회의 의원, 요코스카 진수부 장관을 역임하고 1907년에 남작을 제수받았다.
다이쇼 원년 1912년, 제독으로 승급하여, 임시 박람회 임시 총재를 맡았다. 1913년, 예비역에 편입되었다.
1914년에는 파나마 운하 개통 기념 박람회에 일본 대표로 참석하였고, 1922년부터 3년동안 귀족원 남작 의원을 역임하였고, 1927년에는 참전을 했다.

## 참고 문헌
- Andidora, Ronald (2000). 《Iron Admirals: Naval Leadership in the Twentieth Century》. Greenwood Press. ISBN 0-313-31266-4.
- Dupuy, Trevor N (1992). 《Encyclopedia of Military Biography》. I B Tauris & Co Ltd. ISBN 1-85043-569-3.
- Jukes, Geoffrey (2002). 《The Russo-Japanese War 1904-1905》. Osprey Publishing. ISBN 978-1-84176-446-7.
- 코우너, 로템 (2006). 《Historical Dictionary of the Russo-Japanese War》. ISBN 0-8108-4927-5: The Scarecrow Press. |location=에 templatestyles stripmarker가 있음(위치 1) (도움말)